# Kathedraal van Philadelphia
De Cathedral Basilica of Saints Peter and Paul (Nederlands: Kathedrale Basiliek van de Heilige Petrus en Paulus) is een kathedraal en basiliek in de Amerikaanse stad Philadelphia. Het is de zetelkerk van het aartsbisdom Philadelphia. De kerk is gelegen aan de Benjamin Franklin Parkway.

## Geschiedenis
Tijdens de feestdag van de heiligen Petrus en Paulus (29 juni) verklaarde bisschop Kenrick in 1846 zijn intentie om een kathedraal in Philadelphia te gaan bouwen. De kerk werd gebouwd naar het ontwerp van architect Napoleon LeBrun. De façade van de kerk was echter weer ontworpen door de Philadelphische architect John Notman. De kerk werd in 1864 voltooid, dit was slechts twee jaar na de anti-katholieke rellen die de stad hadden geteisterd.
In 1976 werd de kathedraal verheven tot basilica minor. In 1979 hield Paus Johannes-Paulus II een mis in de kerk. Tijdens het bezoek van Paus Franciscus in 2015 aan de Verenigde Staten gaf ook deze paus in de kathedraal van Philadelphia een pauselijke mis.

## Architectuur
De kathedraal is gebouwd in de stijl van de Neorenaissance en de Romeinse kerk San Carlo al Corso stond model voor de kathedraal van Philadelphia. De voorzijde van de kerk is gebouwd in de stijl van het palladianisme. De plafondschilderingen van de koepel zijn geschilderd door Constantino Brumidi waarop de hemelvaart van de maagd Maria is op afgebeeld.

## Galerij

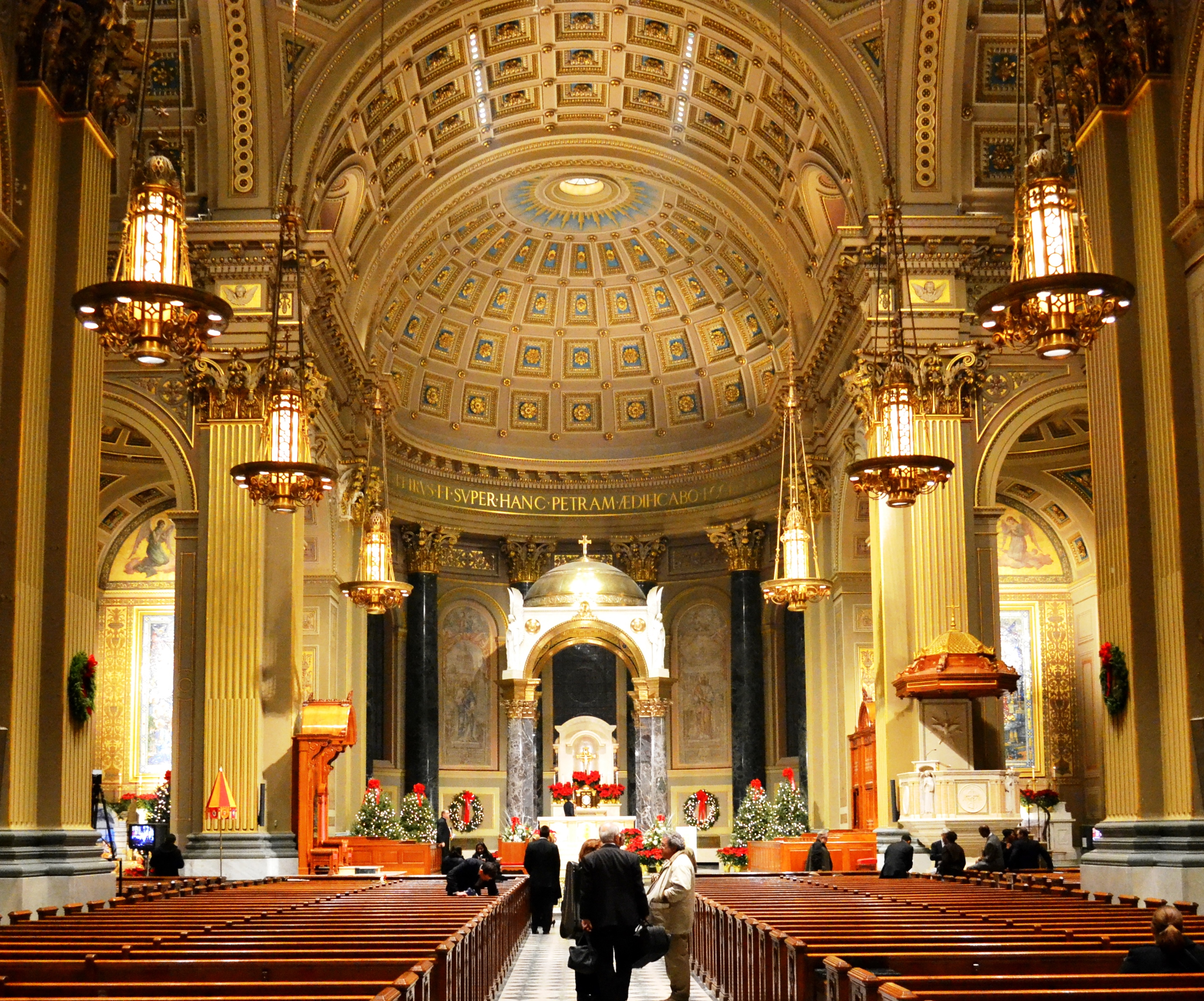
Het interieur van de kerk.
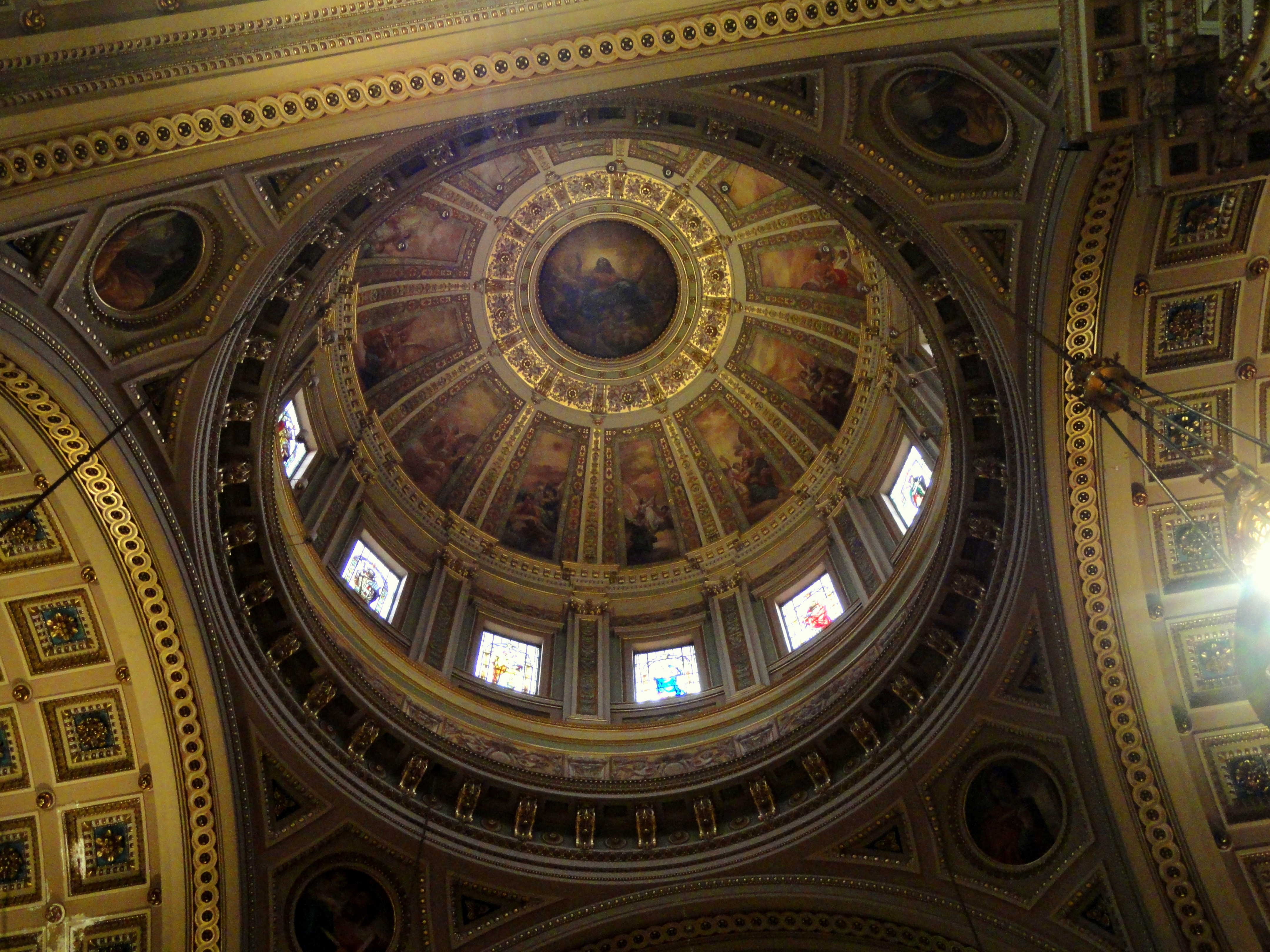
De koepel van de kathedraal.
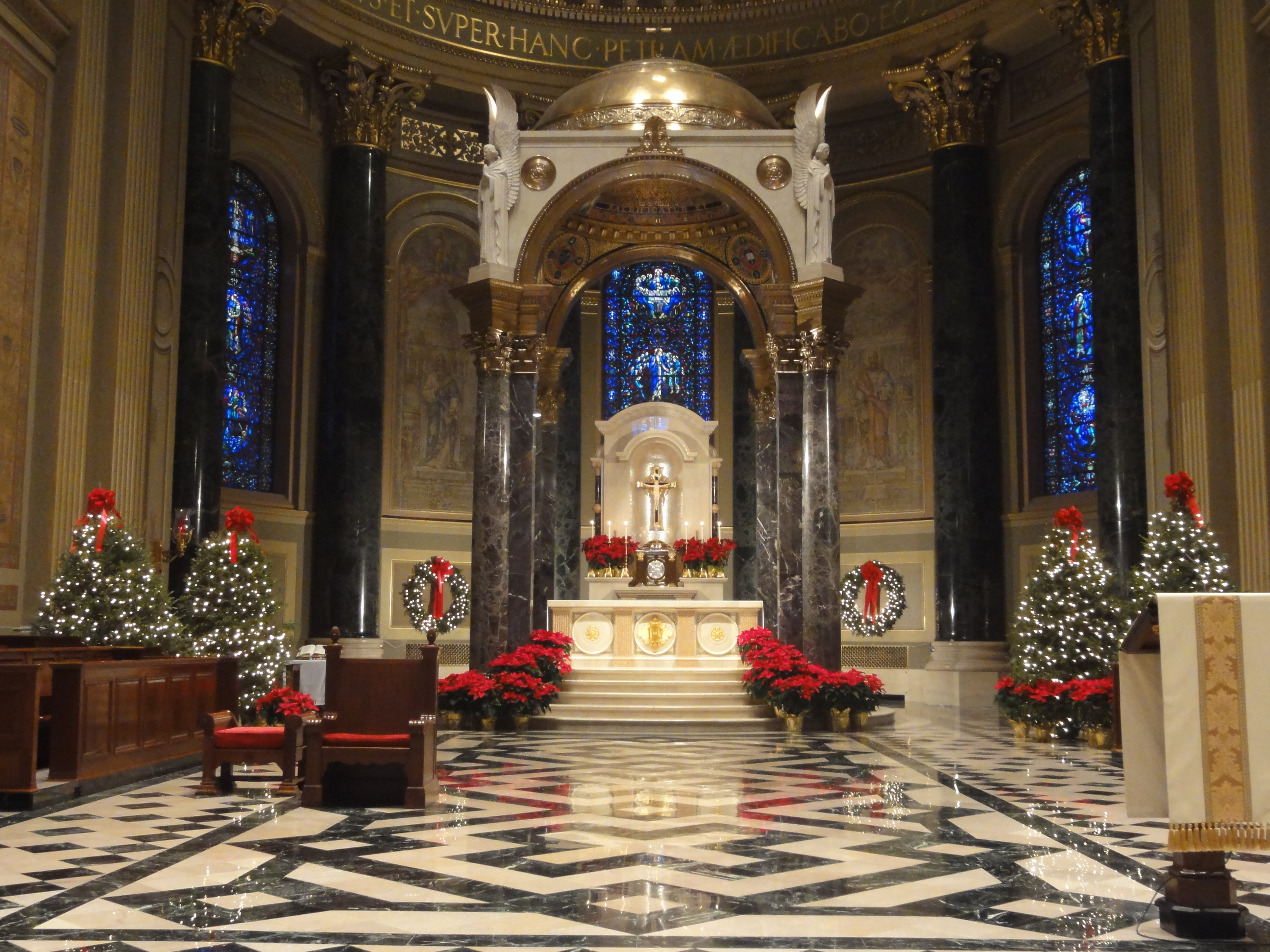
Het hoogaltaar.
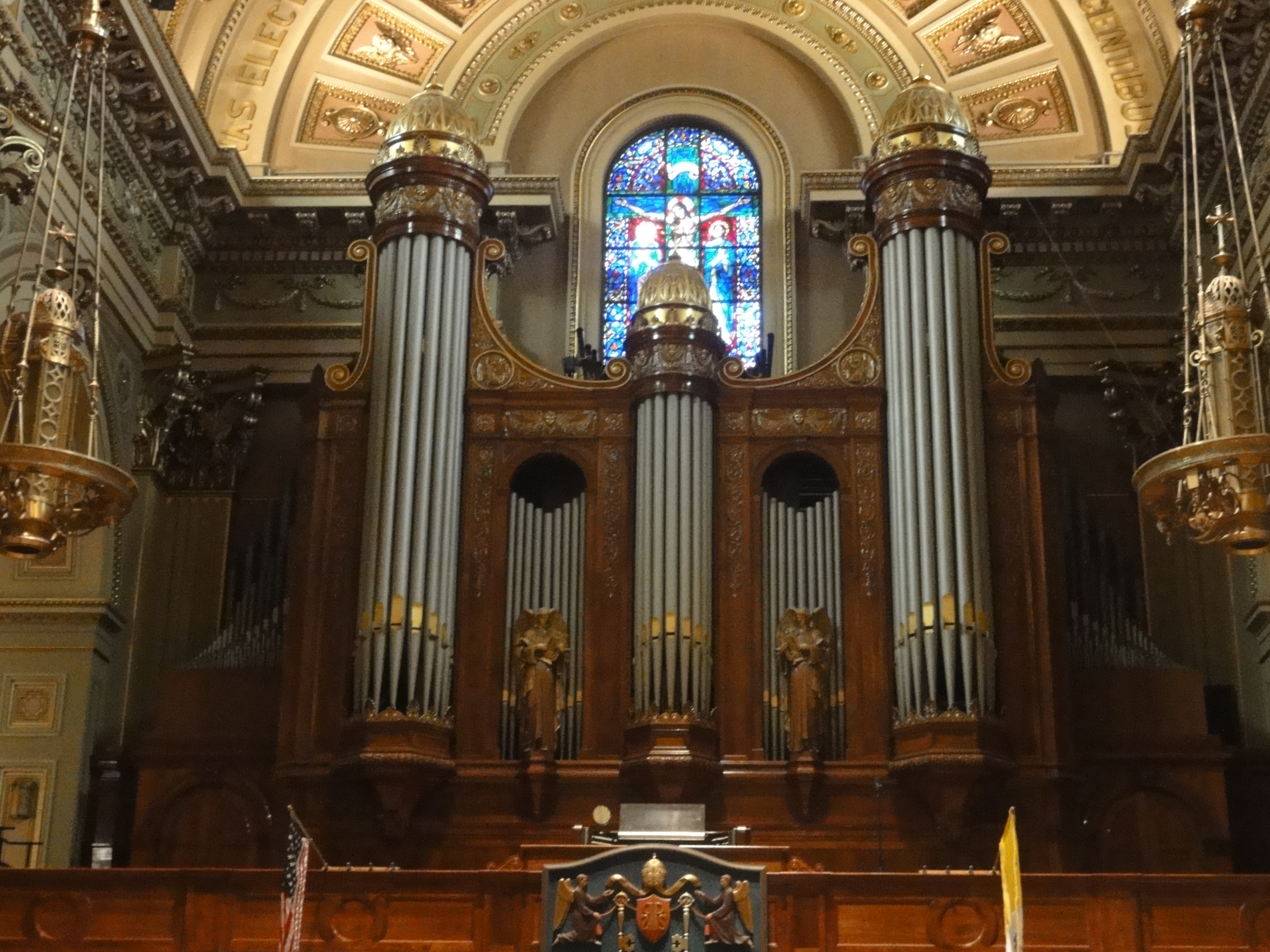
Het orgel.